# NGC 3533
NGC 3533 est une vaste galaxie spirale intermédiaire vue par la tranche et située dans la constellation du Centaure. NGC 3533 a été découverte par l'astronome britannique John Herschel en 1835.

## Caractéristiques
La classe de luminosité de NGC 3533 est I-II et elle présente une large raie HI.

### Distance
Sa vitesse par rapport au fond diffus cosmologique est de 3 420 ± 25 km/s, ce qui correspond à une distance de Hubble de 50,5 ± 3,6 Mpc (∼165 millions d'al).
À ce jour, une quinzaine de mesures non basées sur le décalage vers le rouge (redshift) donnent une distance de 39,860 ± 3,134 Mpc (∼130 millions d'al), ce qui est à l'extérieur des valeurs de la distance de Hubble. Notons cependant que c'est avec la valeur moyenne des mesures indépendantes, lorsqu'elles existent, que la base de données NASA/IPAC calcule le diamètre d'une galaxie et qu'en conséquence le diamètre de NGC 3533 pourrait être d'environ 66,6 kpc (∼217 000 al) si on utilisait la distance de Hubble pour le calculer.

## Groupe de NGC 3557
NGC 3533 est une galaxie du groupe de NGC 3557 qui compte au moins 11 galaxies dont NGC 3557, NGC 3564, NGC 3568 et NGC 3573.